# Francesca Root-Dodson
Francesca Root-Dodson (ur. jako Francesca McLaughlin 9 lutego 1986 w San Francisco) – amerykańska aktorka, która wystąpiła m.in. w serialu Gotham.

## Filmografia

### Filmy
| Rok  | Tytuł                    | Rola              | Uwagi                |
| ---- | ------------------------ | ----------------- | -------------------- |
| 2010 | God of Love              | French Beauty     | krótkometr.          |
| 2017 | Zbuntowany w zbożu       | Carol Flourentine |                      |
| 2018 | Życie prywatne           | Fiona             |                      |
| 2019 | The Undiscovered Country | młoda Kathy       |                      |
| 2019 | Free Spirit              | Girl              | też scenar. i reżys. |
| 2020 | The Drummer              | Rodriguez         |                      |

### Telewizja
| Rok       | Tytuł                          | Rola                | Uwagi  |
| --------- | ------------------------------ | ------------------- | ------ |
| 2011      | Zaprzysiężeni                  | Sissy               | 1 odc. |
| 2016      | The Jim Gaffigan Show          | Caroline's Waitress | 1 odc. |
| 2017      | Czarna lista                   | Ana Dewan           | 1 odc. |
| 2018      | Iluzja                         | Bridget Olovsky     | 1 odc. |
| 2018      | FBI                            | Elizabeth Kernick   | 2 odc. |
| 2018–2019 | Gotham                         | Ecco                | 8 odc. |
| 2019      | Alternatino with Arturo Castro | Casey               | 1 odc. |